# Саповиці
Саповиці (пол. Sapowice) — село в Польщі, у гміні Стеншев Познанського повіту Великопольського воєводства.
Населення — 446 осіб (2011).
У 1975-1998 роках село належало до Познанського воєводства.

## Демографія
Демографічна структура станом на 31 березня 2011 року:
|          | Загалом | Допрацездатний вік | Працездатний вік | Постпрацездатний вік |
| -------- | ------- | ------------------ | ---------------- | -------------------- |
| Чоловіки | 213     | 36                 | 157              | 20                   |
| Жінки    | 233     | 45                 | 145              | 43                   |
| Разом    | 446     | 81                 | 302              | 63                   |